# 胡安·赫苏斯·比瓦斯
胡安·赫苏斯·比瓦斯·拉腊（西班牙語：Juan Jesús Vivas Lara，1953年2月27日—）为西班牙政治人物，自2001年2月6日起担任休达自治市市长，此外还兼任该市人民党主席一职。比瓦斯于马拉加大学获得经济学学士学位，而后进入休达自治市议会就职。

## 政治生涯
比瓦斯于1999年首次当选休达市议会议员，并于同年被任命为休达前政府代表路易斯·维森特·莫罗的技术内阁负责人，此外他还曾短暂担任经济与财政部长一职。虽然人民党在市长选举中没有获胜，但随后时任市长安东尼奥·桑彼特罗受到了不信任动议而遭免职，致使比瓦斯以休达市议会议长的身份兼任市长。随后比瓦斯在2003年的市政选举中代表人民党参选，并带领该党赢得了休达市议会全部25个席位中的19个，成为了首个赢得绝对多数席位的政党。在4年后的选举中，人民党在议会选举中维持了原有的席位数，但得票为65.18%，和之前相比率略有提升。在2011年的选举中，尽管人民党的得票率再度提升至65.20% ，但所获席位数却下降至18个。
在2019年的市政选举中，比瓦斯再度实现连任，但人民党仅在议会中获得9个席位，而工社党获得了7个席位，民声党获得了6个席位，尊严和公民权运动获得了2个席位，卡瓦亚斯联盟获得了1个席位。
研究与分析研究所于2010年将比瓦斯评为西班牙最能创造价值的市长，超过了加的斯的泰奥菲拉·马丁内斯和毕尔巴鄂的伊纳基·阿兹库纳。

### 市长任内
比瓦斯就任市长后，休达获得了自民主化以来最大规模的公共投资。这些投资使得休达的基础建设得以完善，逐渐缩小了与西班牙其他地区的差距。在2001年至2011年间，休达共获得公共投资约6.25亿欧元，净资产增加达4.47亿欧元。在此期间，比瓦斯为休达修建了多条道路及步行街，并对多个街区进行了改建。此外比瓦斯还为休达修建了勒韦兰礼堂剧院，该剧院落成于2011年2月24日，设计者为普利兹克建筑奖得主阿尔瓦罗·西塞·维埃拉。比瓦斯还在其市长任内改善了休达的水政系统，于2003年实现了家家户户24小时不间断供水。除此之外比瓦斯对政府融资体系的改善使其社会保障支出预算翻番，并借此设立了一项名为社会融入最低收入（IMIS）的最低所得保障。